# Liste der Kulturdenkmale in Gorbitz
Die Liste der Kulturdenkmale in Gorbitz umfasst sämtliche Kulturdenkmale der Dresdner Gemarkung Gorbitz.

## Legende
- Bild: Bild des Kulturdenkmals, ggf. zusätzlich mit einem Link zu weiteren Fotos des Kulturdenkmals im Medienarchiv Wikimedia Commons. Wenn man auf das Kamerasymbol klickt, können Fotos zu Kulturdenkmalen aus dieser Liste hochgeladen werden:
- Bezeichnung: Denkmalgeschützte Objekte und ggf. Bauwerksname des Kulturdenkmals
- Lage: Straßenname und Hausnummer oder Flurstücknummer des Kulturdenkmals. Die Grundsortierung der Liste erfolgt nach dieser Adresse. Der Link (Karte) führt zu verschiedenen Kartendiensten mit der Position des Kulturdenkmals. Fehlt dieser Link, wurden die Koordinaten noch nicht eingetragen. Sind diese bekannt, können sie über ein Tool mit einer Kartenansicht einfach nachgetragen werden. In dieser Kartenansicht sind Kulturdenkmale ohne Koordinaten mit einem roten bzw. orangen Marker dargestellt und können durch Verschieben auf die richtige Position in der Karte mit Koordinaten versehen werden. Kulturdenkmale ohne Bild sind an einem blauen bzw. roten Marker erkennbar.
- Datierung: Baubeginn, Fertigstellung, Datum der Erstnennung oder grobe zeitliche Einordnung entsprechend des Eintrags in der sächsischen Denkmaldatenbank
- Beschreibung: Kurzcharakteristik des Kulturdenkmals entsprechend des Eintrags in der sächsischen Denkmaldatenbank, ggf. ergänzt durch die dort nur selten veröffentlichten Erfassungstexte oder zusätzliche Informationen
- ID: Vom Landesamt für Denkmalpflege Sachsen vergebene, das Kulturdenkmal eindeutig identifizierende Objekt-Nummer. Der Link führt zum PDF-Denkmaldokument des Landesamtes für Denkmalpflege Sachsen. Bei ehemaligen Kulturdenkmalen können die Objektnummern unbekannt sein und deshalb fehlen bzw. die Links von aus der Datenbank entfernten Objektnummern ins Leere führen. Ein ggf. vorhandenes Icon  führt zu den Angaben des Kulturdenkmals bei Wikidata.

## Liste der Kulturdenkmale in Gorbitz
| Bild                                    | Bezeichnung | Lage                                   | Datierung                                                                 | Beschreibung | ID       |
| --------------------------------------- | --- | -------------------------------------- | ------------------------------------------------------------------------- | --- | -------- |
|                                         | Wohnhaus eines Häusleranwesens | Am Brunnen 5 (Karte)                   | 2. Hälfte 18. Jh. (Häusleranwesen)                                        | kleiner Fachwerkbau mit Satteldach, teilweise massives Erdgeschoss, als Beispiel ländlicher Architektur und Volksbauweise baugeschichtlich und ortsgeschichtlich von Bedeutung | 09306667 |
|                                         | Wohnhaus mit Teil der Einfriedungsmauer in offener Bebauung                                                                                        | Beerenhut 10a (Karte)                  | 1. H. 19. Jh. (Wohnhaus)                                                  | ehemals zum Rittergut Roßthal gehörendes Tagelöhnerhaus, mit Putzfassade und ausgebautem Walmdach, als Zeugnis ländlicher Architektur und Bauweise und Teil des historischen Gutsbezirks Neunimptsch baugeschichtlich und ortsgeschichtlich bedeutend | 09210946 |
|                                         | Wohnhaus in offener Bebauung | Beerenhut 14 (Karte)                   | 1. H. 19. Jh. (Wohnhaus)                                                  | mit Putzfassade und ausgebautem Krüppelwalmdach, Teil der ehemals zum Rittergut Roßthal gehörenden Tagelöhnerhäuser, als Zeugnis ländlicher Architektur und Bauweise und Teil des historischen Gutsbezirks Neunimptsch baugeschichtlich und ortsgeschichtlich bedeutend | 09210945 |
|                                         | Nebengebäude | Beerenhut 24 (Karte)                   | 1. H. 19. Jh. (Nebengebäude)                                              | alte Fachwerkkonstruktion mit stehendem Mann und Eckstreben, Satteldach, als Zeugnis ländlicher Architektur und Bauweise | 09210941 |
| Weitere Bilder                          | Wohnhaus in offener Bebauung und Ecklage | Fliederberg 1 (Karte)                  | 1. H. 19. Jh. (Nebengebäude)                                              | ländliches Wohnhaus mit Fachwerkobergeschoss und Krüppelwalmdach, als Zeugnis ländlicher Architektur und Bauweise und Teil des historischen Gutsbezirks Neunimptsch baugeschichtlich und ortsgeschichtlich bedeutend | 09210938 |
| Weitere Bilder                          | Apfel- und Beerenweinschänke (ehem.): Ehemalige Schänke mit Anbauten und Nebengebäude                                                              | Fliederberg 2; 4 (Karte)               | 1755 (Gasthof)                                                            | heute Wohnhäuser, markante ländliche Fachwerkbauten, Haupthaus mit verbrettertem Obergeschoss und Satteldach, einst traditionsreiche Schänke bzw. Ausflugsgaststätte bis 1950, baugeschichtlich und ortsgeschichtlich bedeutend | 09210937 |
| Direkt Bild zu diesem Denkmal hochladen | Keller | Fliederberg 18 (Karte)                 | vor 1800 (Kelleranlagen)                                                  | Gewölbe aus in Lehm versetztem Plänermauerwerk, baugeschichtlich von Bedeutung | 09218360 |
|                                         | Wohnhaus mit kleinem Hintergebäude und Stützmauern                                                                                                 | Geyersgraben 15 (Karte)                | 3. V. 19. Jh. (Wohnhaus)                                                  | schlichter Bau aus der 1. Hälfte des 19. Jahrhunderts, mit axial gegliederter Fassade, charakteristisches Beispiel eines vorstädtischen Gebäudes, bemerkenswert die zur Hangsicherung dienenden Stützmauern, im rückwärtigen Bereich als Schuppen ausgebaut, baugeschichtlich und stadtentwicklungsgeschichtlich bedeutend | 09210940 |
|                                         | Wohnhaus in offener Bebauung | Hofwiesenstraße 6 (Karte)              | 2. H. 18. Jh. (Wohnhaus)                                                  | vermutlich ehemaliges Weingut, im Obergeschoss zweiriegeliges Fachwerk, Giebel und Erdgeschoss massiv in Bruchstein, Satteldach mittlerweile wieder mit Fledermausgaupe, eines der älteren und ursprünglich erhaltenen Anwesen von Niedergorbitz, baugeschichtlich und ortsgeschichtlich bedeutend | 09304019 |
|                                         | Häusleranwesen | Hofwiesenstraße 28 (Karte)             | bez. 1802 (Häusleranwesen)                                                | genannt »Hexenhaus«, markanter, ländlicher Fachwerkbau, datiert auf kleiner Tafel, wohl für Tagelöhner errichtet, Beispiel für dörfliches Wohnen ohne landwirtschaftliche Betätigung auf eigenem Grund und Boden, baugeschichtlich und sozialgeschichtlich bedeutend | 09210930 |
| Weitere Bilder                          | Herrenhaus Gorbitz: Wohnstallhaus und Nebengebäude eines ehemaligen Kammergutes, mit Stützmauer                                                    | Kaufbacher Straße 15 (Karte)           | 2. Hälfte 16. Jh. (Herrenhaus)                                            | mächtiger, repräsentativer Bau mit Sitznischenportal, letztes bauliches Zeugnis des bedeutenden Kammergutes Gorbitz, dieses schon im 16. Jahrhundert als Vorwerk nachweisbar und ab 1644 in kurfürstlichem Besitz, ortstypische Stützmauer aus Pläner an der Uthmannstraße, baugeschichtlich und ortsgeschichtlich von Bedeutung; nach 1990 rekonstruiert, heute Gaststätte | 09210926 |
|                                         | Mietshaus in offener Bebauung | Kesselsdorfer Straße 127 (Karte)       | bez. 1899 (Mietshaus)                                                     | schlichter, zeittypischer Putzbau von 1899 mit Natursteingliederung, baugeschichtlich und stadtentwicklungsgeschichtlich relevant | 09218366 |
|                                         | Wohnstallhaus, Seitengebäude, Scheune und Torpfeiler eines Dreiseithofes                                                                           | Kesselsdorfer Straße 179; 179a (Karte) | 1826 (Wohnstallhaus)                                                      | eines der letzten erhaltenen Bauerngüter von Gorbitz, baugeschichtlich und stadtteilgeschichtlich von Bedeutung | 09210923 |
|                                         | Wohnstallhaus, zwei Torhäuser, Scheune und Stützmauer eines Vierseithofes                                                                          | Kesselsdorfer Straße 185 (Karte)       | 1818 (Wohnstallhaus)                                                      | ehemaliges Gut Wirthgen, Teil des Obergorbitzer Dorfkerns, in Bereichen bauzeitlich erhalten, Fachwerkbauten, Krüppelwalmdächer, baugeschichtlich und stadtteilgeschichtlich von Bedeutung Hotel Sächsischer Reiterhof | 09210915 |
|                                         | Wohnhaus in offener Bebauung | Kesselsdorfer Straße 187 (Karte)       | 1848 (Wohnhaus)                                                           | giebelständiges Gebäude mit verputzter Fassade und Satteldach, Zeugnis der historischen Ortsstruktur von Gorbitz, baugeschichtlich und stadtteilgeschichtlich von Bedeutung | 09210913 |
|                                         | Wohnhaus in offener Bebauung | Kesselsdorfer Straße 189 (Karte)       | 1. H. 19. Jh. (Wohnhaus)                                                  | traufständiges, zweigeschossiges Gebäude mit Putzfassade und ausgebautem Satteldach, straßenseitig geprägt von Giebelgaupen, rückseitig von Zwerchhaus, Zeugnis der historischen Ortsstruktur von Gorbitz, baugeschichtlich und stadtteilgeschichtlich von Bedeutung | 09210914 |
|                                         | Landeskrone (ehem.): Ehem. Gasthaus in Ecklage und offener Bebauung                                                                                | Kesselsdorfer Straße 200 (Karte)       | um 1900 (Gasthaus)                                                        | heute als Wohnhaus genutzt, historisierender Putzbau geprägt von verbrochener Ecke und Ecktürmchen, baugeschichtlich von Bedeutung | 09210912 |
| Weitere Bilder                          | Zum Reichsschmied; DEFA-Trickfilmstudio (ehem.): Ehemaliges Gasthaus                                                                               | Kesselsdorfer Straße 208 (Karte)       | um 1900 (Gasthaus)                                                        | seit 1938 Filmstudio, später DEFA-Trickfilmstudio bis 1990, repräsentativer Bau der Jahrhundertwende, geprägt von verändertem Turm, Zierfachwerkgiebeln, Jugendstildekor und Natursteinsockelzone, baugeschichtlich relevant und für die Geschichte der Filmproduktion in der DDR von Bedeutung | 09210911 |
| Weitere Bilder                          | 74. Grundschule (ehem.): Schule mit Nebengebäude                                                                                                   | Leßkestraße 1 (Karte)                  | bez. 1890 (neue Schule)                                                   | jetzt beide Wohngebäude, Hauptbau typische Schule vom Ende des 19. Jahrhunderts, regelmäßige Putzfassade geprägt von nachträglich ausgebauten großen Dachhäusern, Nebengebäude 1827 als Schule eingeweiht, mit Fachwerk im Obergeschoss und Krüppelwalmdach, stadtteilgeschichtlich und baugeschichtlich von Bedeutung | 09210927 |
|                                         | Wohnhaus eines Häusleranwesen | Leßkestraße 6 (Karte)                  | um 1800 (Bauernhaus)                                                      | giebelständiger Fachwerkbau mit massivem Erdgeschoss, als Beispiel ländlicher Architektur und Volksbauweise baugeschichtlich und ortsgeschichtlich von Bedeutung | 09210928 |
|                                         | Wohnhaus und Stützmauer eines Häusleranwesens | Leßkestraße 10 (Karte)                 | bez. 1829 (Wohnhaus)                                                      | eingeschossiger Putzbau mit hohem ausgebautem Mansarddach und steinernem Türstock mit Datierung in römischen Ziffern, Teil des alten Ortskerns von Niedergorbitz, baugeschichtlich und ortsgeschichtlich von Bedeutung | 09210929 |
|                                         | Wohnhaus mit Anbau, Häusleranwesen | Leßkestraße 12 (Karte)                 | 1. H. 19. Jh. (Wohnhaus)                                                  | Fachwerkhaus mit massivem Erdgeschoss, als Beispiel ländlicher Architektur und Volksbauweise baugeschichtlich und als Teil von Niedergorbitz ortsgeschichtlich von Bedeutung | 09218365 |
| Weitere Bilder                          | Wandbild | Leutewitzer Ring 5 (Karte)             | 1987 (Wand- und Deckenbild)                                               | Der Fuchs und die Trauben von Gerhard Bondzin nach einer Passage aus Gottfried Kellers Roman Der grüne Heinrich an der Ostseite des Club Passage – einem flachen, eingeschossigen Pavillon, Teil der Gorbitzer Höhenpromenade, anspruchsvolle Arbeit und authentisch erhalten, als anschauliches Zeugnis der Kunst in der DDR in den 1980er Jahren und im Rahmen der Gestaltung der Höhenpromenade als Verweil- und Erlebnisbereich von künstlerischer Bedeutung Denkmalschutz seit August 2018 | 09306758 |
| Weitere Bilder                          | Märchenbrunnen (sog.): Brunnenplastik und Brunnenbecken                                                                                            | Leutewitzer Ring 5 (vor) (Karte)       | 1986-1987 (Brunnen); 1986-1987 (Brunnenplastik)                           | Keramikplastik auf Postament mit vier Wasserausläufen in achteckigem Brunnenbecken, Postament und Becken mit Klinkerverkleidung, platzbildprägende Anlage als Auftakt zur Gorbitzer Höhenpromenade und Blickpunkt des Amalie-Dietrich-Platzes, als weitgehend authentisch erhaltenes Zeugnis der Kunst in der DDR in den 1980er Jahren von künstlerischer Bedeutung Entwurf von Karl Schönherr, errichtet von Egmar Ponndorf und Dieter Graupner, Denkmalschutz seit August 2018 | 09306755 |
|                                         | Gorbitzer Krug: Wohngebäude, Gaststätte mit künstlerischer Ausstattung und Außenanlagen einschließlich Einfriedung                                 | Leutewitzer Ring 31; 33 (Karte)        | 1985 (Mehrfamilienwohnhaus); 1988-1990 (Wand- und Deckenbild)             | Gebäudegruppe aus sechsgeschossigem Wohnwürfel als Plattenbau und flachem, eingeschossigem Pavillon (Gaststätte Gorbitzer Krug), die Freisitzfläche mit bepflanzten Klinkermauern eingefriedet, Fassade des Wohnbauses durch Keramikbänder und die des Pavillons durch großformatige Keramikbilder belebt, noch authentisch erhaltener Teil der Höhenpromenade Gorbitz, als Zeugnis der Architektur und architekturbezogene Kunst in der DDR in den 1980er Jahren von baugeschichtlicher und künstlerischer Bedeutung, zudem mittlerweile von Seltenheitswert Gastwirtschaft mit Wandbildern (Landschaften, Fische) von Dieter Graupner (1990 fertiggestellt, 2010 restauriert) und der Außenplastik Blumenwesen (1989) von Dietmar Gusch, WBS 70/14,4 Tafelbau/Plattenbau, Denkmalschutz seit August 2018 | 09306756 |
| Weitere Bilder                          | Philippuskirche und Gemeindezentrum Gorbitz: Gemeindezentrum und Kirche mit Ausstattung und gestalteten Außenanlagen                               | Leutewitzer Ring 75 (Karte)            | 1990-1992 (Ev.-luth. Kirche)                                              | anspruchs- und qualitätvoller Bau mit Klinkerfassade und komplexem Grundriss, unter Leitung des Architekten Ulf Zimmermann errichtet, Weihe 1992 – einer der ersten sakralen Neubauten in den neuen Bundesländern, die bauzeitliche Ausstattung geprägt von variierendem Farbkonzept und Werken namhafter Künstler, authentisches Erscheinungsbild und Seltenheitswert, als Zeugnis der Spätphase der DDR-Nachkriegsmoderne mit künstlerischer Ausstattung von baugeschichtlicher und künstlerischer Bedeutung; Denkmalschutz seit August 2018 | 09306759 |
|                                         | Wohnhaus in offener Bebauung | Neunimptscher Straße 6 (Karte)         | 1. H. 19. Jh. (Wohnhaus)                                                  | verputzter Bau mit Satteldach und holzverkleideten Giebeln, Zeugnis ländlicher Architektur und Volksbauweise und der ursprünglichen Tagelöhnersiedlung Neunimptsch, baugeschichtlich und ortsgeschichtlich von Bedeutung | 09210936 |
|                                         | Wohnhaus in offener Bebauung | Neunimptscher Straße 12 (Karte)        | 1. H. 19. Jh. (Wohnhaus)                                                  | Fachwerkhaus mit Satteldach und massivem Erdgeschoss, Zeugnis ländlicher Architektur und Volksbauweise und der ursprünglichen Tagelöhnersiedlung Neunimptsch, baugeschichtlich und ortsgeschichtlich von Bedeutung | 09210935 |
|                                         | Wohnhaus in offener Bebauung | Pesterwitzer Straße 2 (Karte)          | Mitte 19. Jh. (Wohnhaus)                                                  | schlichter Putzbau mit Satteldach, Mittelrisalit und Anklängen an den Schweizerstil, baugeschichtlich und stadtentwicklungsgeschichtlich von Bedeutung | 09210910 |
|                                         | Winzerhaus (ehem.) in offener Bebauung | Pesterwitzer Straße 7 (Karte)          | 1. H. 19. Jh. (Winzerhaus)                                                | ehemaliges Winzergut Lemmer, Gebäude mit Fachwerk im Obergeschoss, massiver Giebel und hohes Erdgeschoss, Krüppelwalm- bzw. Satteldach mit Fledermausgaupen, baugeschichtlich von Bedeutung, als Teil des Obergorbitzer Dorfkerns ortsgeschichtlich bedeutend, zudem Zeugnis des in diesem Gebiet betriebenen Weinbaus | 09210924 |
|                                         | Keller | Silberfund 2 (Karte)                   | um 1800 (Keller)                                                          | mit beeindruckenden Gewölben und Treppenanlage aus Sandsteinquadern sowie Bruchstein, wohl um 1800 oder älter, baugeschichtlich bedeutend Wurde 2016 ohne erkennbaren Grund abgerissen. Vermutlich um Garagen zu bauen. Keller noch erhalten. | 09210944 |
|                                         | Wohnhaus in offener Bebauung | Silberfund 3 (Karte)                   | 1. H. 19. Jh. (Wohnhaus)                                                  | Fachwerkhaus mit Satteldach und massivem Erdgeschoss, zweiriegeliges Fachwerk im zugewandten Obergeschoss und Giebel, der westliche Giebel verputzt und verbrettert, typisches Tagelöhnerhaus, ortsgeschichtlich und baugeschichtlich von Bedeutung | 09210943 |
|                                         | Stützmauern | Uthmannstraße (Karte)                  | 18. Jh. (Stützmauer)                                                      | ortsbildprägende Mauern aus Naturstein (hauptsächlich Pläner) zur Einfriedung der im alten Ortskern gelegenen Bauernhöfe, als Teil der historisch gewachsenen und authentisch erhaltenen Dorfstruktur von Gorbitz ortsgeschichtlich von Belang | 09306707 |
| Weitere Bilder                          | Kapelle Gorbitz (ehem.): Kapelle und Glockenturm mit drei Stahlgussglocken der ehem. Diakonenbildungsanstalt mit Stützmauern und Treppenanlage     | Uthmannstraße 26 (Karte)               | 1878–79 (Kapelle); 1907 (Glockenturm); 1907 (Glocke)                      | seit 1913 Pfarrkirche, zwischenzeitlich als Schule genutzt, historisierender Putzbau, seit 2010 ungenutzt; baugeschichtlich und ortsgeschichtlich von Bedeutung | 09210925 |
|                                         | Winzerhaus (ehem.) mit Anbau, Seitengebäude, Brunnenhäuschen und Stützmauer                                                                        | Uthmannstraße 30 (Karte)               | 1. Hälfte 18. Jh. (Winzerhaus)                                            | Hakenhof, Gebäude mit zweiriegeligem Fachwerk im Obergeschoss und Fachwerkgiebeln, Erdgeschoss massiv, Fassadenansicht belebt durch Klappläden, Sonnenuhr und Weinspaliere, Krüppelwalmdächer mit Fledermausgaupen, ortstypische Stützmauer aus Pläner, als eine der ältesten Anlagen am Ort baugeschichtlich von Bedeutung, als Teil des Obergorbitzer Dorfkerns ortsgeschichtlich bedeutend, zudem Zeugnis des in diesem Gebiet betriebenen Weinbaus | 09210909 |
|                                         | Wohnhaus in offener Bebauung | Uthmannstraße 31 (Karte)               | Ende 18./Anfang 19. Jh. (Wohnhaus)                                        | Fachwerkbau mit zweiriegeligem Fachwerk im Obergeschoss und Fachwerkgiebeln, teilweise holzverschalt, massives Erdgeschoss, Krüppelwalmdach, soll ehemaliger Wohnsitz des Hofewiesenvogts gewesen sein – mit Fundamenten von 1586, baugeschichtlich und ortsgeschichtlich von Bedeutung | 09210932 |
|                                         | Wohnstallhaus eines ehemaligen Bauernhofes und Stütz- bzw. Hofmauer                                                                                | Uthmannstraße 32 (Karte)               | 1825 (Bauernhaus)                                                         | Gebäude mit zweiriegeligem Fachwerk im Obergeschoss der Hofseite und Krüppelwalmdach, ortstypische Mauer aus Pläner, baugeschichtlich von Bedeutung und als Teil des Obergorbitzer Dorfkerns ortsgeschichtlich bedeutend | 09210907 |
|                                         | Wohnstallhaus, Seitengebäude, Scheune und Torbogen eines Dreiseithofes sowie Stützmauer                                                            | Uthmannstraße 34 (Karte)               | 1825 (Wohnstallhaus)                                                      | Wohnstallhaus mit zweiriegeligem Fachwerk im Obergeschoss und hofseitige Ladeluke, Erdgeschoss und Giebel massiv, Seitengebäude mit Fachwerk, Scheune Anfang 20. Jh., Satteldächer, ortstypische Stützmauer aus Pläner, baugeschichtlich von Bedeutung, als Teil des Obergorbitzer Dorfkerns ortsgeschichtlich bedeutend | 09210922 |
| Direkt Bild zu diesem Denkmal hochladen | Keller eines Wohnstallhauses und Stützmauer | Uthmannstraße 36 (Karte)               | 2. Hälfte 18. Jh. (Keller); 2. Hälfte 18. Jh. (Wohnstallhaus)             | Das Wohnhaus wurde 2016 für einen Neubau abgerissen. Keller noch erhalten. | 09210921 |
|                                         | Wohnhaus und Seitengebäude eines kleinen Bauernhofes sowie Stützmauern                                                                             | Uthmannstraße 38 (Karte)               | 1. H. 19. Jh. (Bauernhaus)                                                | massives Wohnhaus mit Natursteingliederung und Satteldach, massives Seitengebäude mit hohem Sockelgeschoss, verputztem Obergeschoss und Satteldach, ortstypische Stützmauer aus Pläner, baugeschichtlich von Bedeutung, als Teil des Obergorbitzer Dorfkerns ortsgeschichtlich bedeutend | 09210919 |
|                                         | Hof Fehrmann (ehem.): Wohnstallhaus mit Anbau, Auszugshaus mit Weinpresse, Reste der Scheune, Keller, Hofmauern und Torpfeiler eines Dreiseithofes | Uthmannstraße 40 (Karte)               | bez. 1773 (Wohnstallhaus); bez. 1777 (Seitengebäude); bez. 1771 (Scheune) | Wein- und später Bauerngut Fehrmann, markantes Fachwerkensemble, Hof- und Stützmauern und Keller in Pläner, bemerkenswerter Hof des Obergorbitzer Rundlings, charakteristische ländliche Bauten ihrer Zeit, weitgehend authentisch erhalten, baugeschichtlich und ortsgeschichtlich bedeutend | 09210917 |
|                                         | Wohnhaus in offener Bebauung | Uthmannstraße 43 (Karte)               | nach 1830 (Wohnhaus)                                                      | zeittypischer, zweigeschossiger Putzbau mit ausgebautem Satteldach, geprägt von klassizistischem Dekor, Mittelrisalit und gekoppelten Rundbogenfenstern, baugeschichtlich und stadtentwicklungsgeschichtlich von Bedeutung | 09210933 |
|                                         | Wohnstallhaus, Scheune und Hofmauer eines Dreiseithofes                                                                                            | Uthmannstraße 67 (Karte)               | 2. H. 19. Jh. (Wohnstallhaus)                                             | Wohnstallhaus mit Anbau im Winkel und Krüppelwalmdach, zweiriegeliges Fachwerk im hofseitigen Obergeschoss und zugewandtem Giebel, Erdgeschoss massiv, massive Scheune mit Satteldach, ortstypische Hofmauer aus Pläner, baugeschichtlich von Bedeutung, als Teil des Obergorbitzer Dorfkerns ortsgeschichtlich bedeutend | 09210908 |
|                                         | Wohnstallhaus und Seitengebäude eines Vierseithofes                                                                                                | Uthmannstraße 71 (Karte)               | bez. 1856 (Wohnstallhaus)                                                 | Wohnstallhaus mit einriegeligem Fachwerk im Obergeschoss und massivem Erdgeschoss und Giebeln, Seitengebäude mit Fachwerkobergeschoss und -giebeln, Satteldächer, baugeschichtlich von Bedeutung, als Teil des Obergorbitzer Dorfkerns ortsgeschichtlich bedeutend | 09210920 |
|                                         | Wohnhaus und Seitengebäude eines Bauernhofes | Uthmannstraße 75 (Karte)               | 1804, datiert (Bauernhaus)                                                | Wohnhaus mit holzverschaltem Obergeschoss und -giebeln, Krüppelwalmdach, Erdgeschoss massiv, Seitengebäude im südlichen Bereich mit Fachwerkobergeschoss, Ladeluke im Giebel, baugeschichtlich von Bedeutung, als Teil des Obergorbitzer Dorfkerns ortsgeschichtlich bedeutend | 09210918 |
|                                         | Wohnstallhaus, Seitengebäude, Schuppen und Hofmauern eines Bauernhofes                                                                             | Uthmannstraße 79 (Karte)               | 1829 (Wohnstallhaus)                                                      | Wohnstallhaus mit einriegeligem Fachwerk im Obergeschoss, verkleidete Giebel, hohes, massives Erdgeschoss, Seitengebäude mit Fachwerk, Satteldächer, baugeschichtlich von Bedeutung, als Teil des Obergorbitzer Dorfkerns ortsgeschichtlich bedeutend | 09210916 |

## Ehemalige Kulturdenkmale
| Bild | Bezeichnung   | Lage                             | Datierung | Beschreibung | ID |
| ---- | ------------- | -------------------------------- | --------- | --- | -- |
|      | Herrenhaus    | Kaufbacher Straße 8 (Karte)      |           | |    |
|      | Wohnhaus      | Kesselsdorfer Straße 139 (Karte) |           | ehemaliges Wohnhaus des Kreishauptmannes Sahrer von Sahr; Verhandlungsort der Kapitulation vom 11. November 1813 zum Abzug des in und um Dresden liegenden, rund 30.000 Mann zählenden französischen Armeecorps unter Marschall Laurent de Gouvion Saint-Cyr |    |
|      | Seitengebäude | Uthmannstraße 73 (Karte)         |           | Seitengebäude ehem. zur Hausnr. 75 gehörend, Teil auch auf Flst. 685/3 |    |